# Rebloom
《Rebloom》(리블룸)은 음악 그룹 씨야의 첫 번째 EP 음반이다. 같은 소속사에 속한 남녀공학의 멤버인 미소수미가 씨야에서 한때나마 활동하면서 냈던 앨범이기도 하다.

## 수록곡
| #             | 제목                | 재생 시간 |
| ------------- | ------------------- | --------- |
| 1.            | 〈그 놈 목소리〉    | 3:02      |
| 2.            | 〈앗차〉            | 2:56      |
| 3.            | 〈눈물의 여왕〉     | 4:22      |
| 4.            | 〈바람핀다 믿었니〉 | 3:13      |
| 5.            | 〈T-Gana〉          | 3:24      |
| 6.            | 〈여성시대〉        | 3:32      |
| 총 재생 시간: | 총 재생 시간:       | 20:29     |